# Mokrice (Gradiška)
Mokrice (en cirílico: Мокрице) es una aldea de la municipalidad de Gradiška, Republika Srpska, Bosnia y Herzegovina.
Se encuentra integrada administrativamente a Dubrave junto con la aldea de Čikule.

## Población
| Composición de la Población - Aldea de Mokrice | Composición de la Población - Aldea de Mokrice | Composición de la Población - Aldea de Mokrice | Composición de la Población - Aldea de Mokrice | Composición de la Población - Aldea de Mokrice |
| ---------------------------------------------- | ---------------------------------------------- | ---------------------------------------------- | ---------------------------------------------- | ---------------------------------------------- |
|                                                | 2013                                           | 1991                                           | 1981                                           | 1971                                           |
| Total                                          | 17                                             | 26 (100,0%)                                    | 12 (100,0%)                                    | 153 (100,0%)                                   |
| Varones                                        | 10                                             | -                                              | -                                              | -                                              |
| Mujeres                                        | 7                                              | -                                              | -                                              | -                                              |
| Bosniacos                                      | -                                              | -                                              | -                                              | 135 (88,24%)                                   |
| Serbios                                        | 16                                             | 26 (100,0%)                                    | 12 (100,0%)                                    | 16 (10,46%)                                    |
| Croatas                                        | -                                              | -                                              | -                                              | -                                              |
| Gitanos                                        | -                                              | -                                              | -                                              | -                                              |
| Eslovenos                                      | -                                              | -                                              | -                                              | -                                              |
| Musulmanes                                     | -                                              | -                                              | -                                              | -                                              |
| Montenegrinos                                  | -                                              | -                                              | -                                              | -                                              |
| Macedonios                                     | -                                              | -                                              | -                                              | -                                              |
| Albaneses                                      | -                                              | -                                              | -                                              | -                                              |
| Ukranianos                                     | -                                              | -                                              | -                                              | -                                              |
| Yugoslavos                                     | -                                              | -                                              | -                                              | -                                              |
| Otros                                          | -                                              | -                                              | -                                              | 2 (1,31%)                                      |
| Sin declarar                                   | -                                              | -                                              | -                                              | -                                              |
| Desconocidos                                   | 1                                              | -                                              | -                                              | -                                              |